# Hrabstwo Tishomingo
Hrabstwo Tishomingo (ang. Tishomingo County) – hrabstwo w stanie Missisipi w Stanach Zjednoczonych. Obszar całkowity hrabstwa obejmuje powierzchnię 444,54 mil² (1151,35 km²). Według szacunków United States Census Bureau w roku 2009 miało 19 034 mieszkańców.
Hrabstwo powstało w 1836 roku.
Hrabstwo należy do nielicznych hrabstw w Stanach Zjednoczonych należących do tzw. dry county, czyli hrabstw gdzie decyzją lokalnych władz obowiązuje całkowita prohibicja.

## Miejscowości
- Belmont
- Burnsville
- Golden
- Iuka
- Tishomingo

## Wioski
- Paden[6]

| Populacja hrabstwa w poprzednich latach | Populacja hrabstwa w poprzednich latach |
| Rok                                     | Liczba ludności                         |
| --------------------------------------- | --------------------------------------- |
| 1980                                    | 18 425                                  |
| 1990                                    | 17 683                                  |
| 2000                                    | 19 163                                  |
| 2005                                    | 19 202                                  |